# 訃報 1994年2月
訃報 1994年2月（ふほう 1994ねん2がつ）では、1994年（平成6年）2月中に物故した、又は物故が報じられた人物についてまとめる。

## （1日 - 14日）

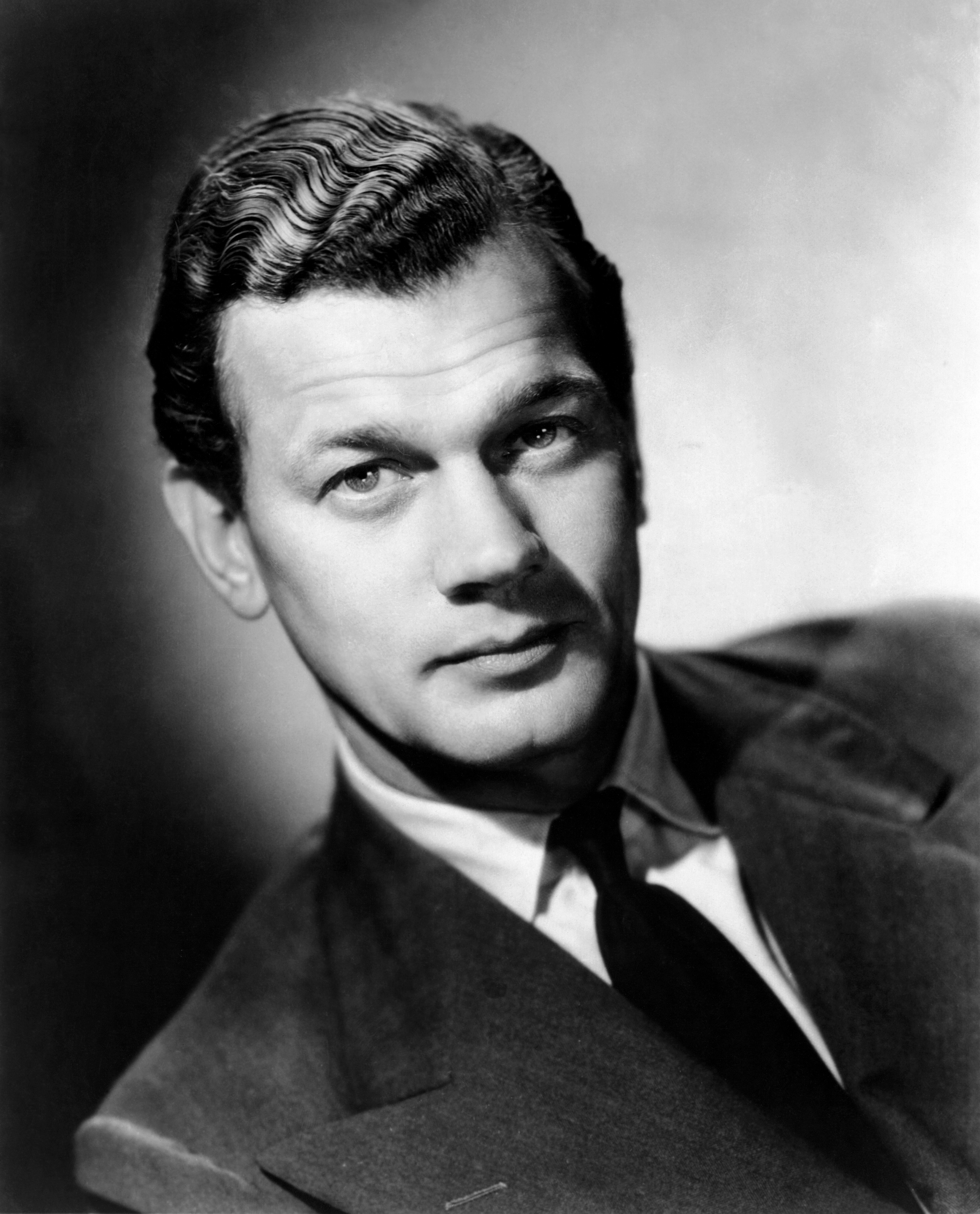
ジョゼフ・コットン / 2月6日没

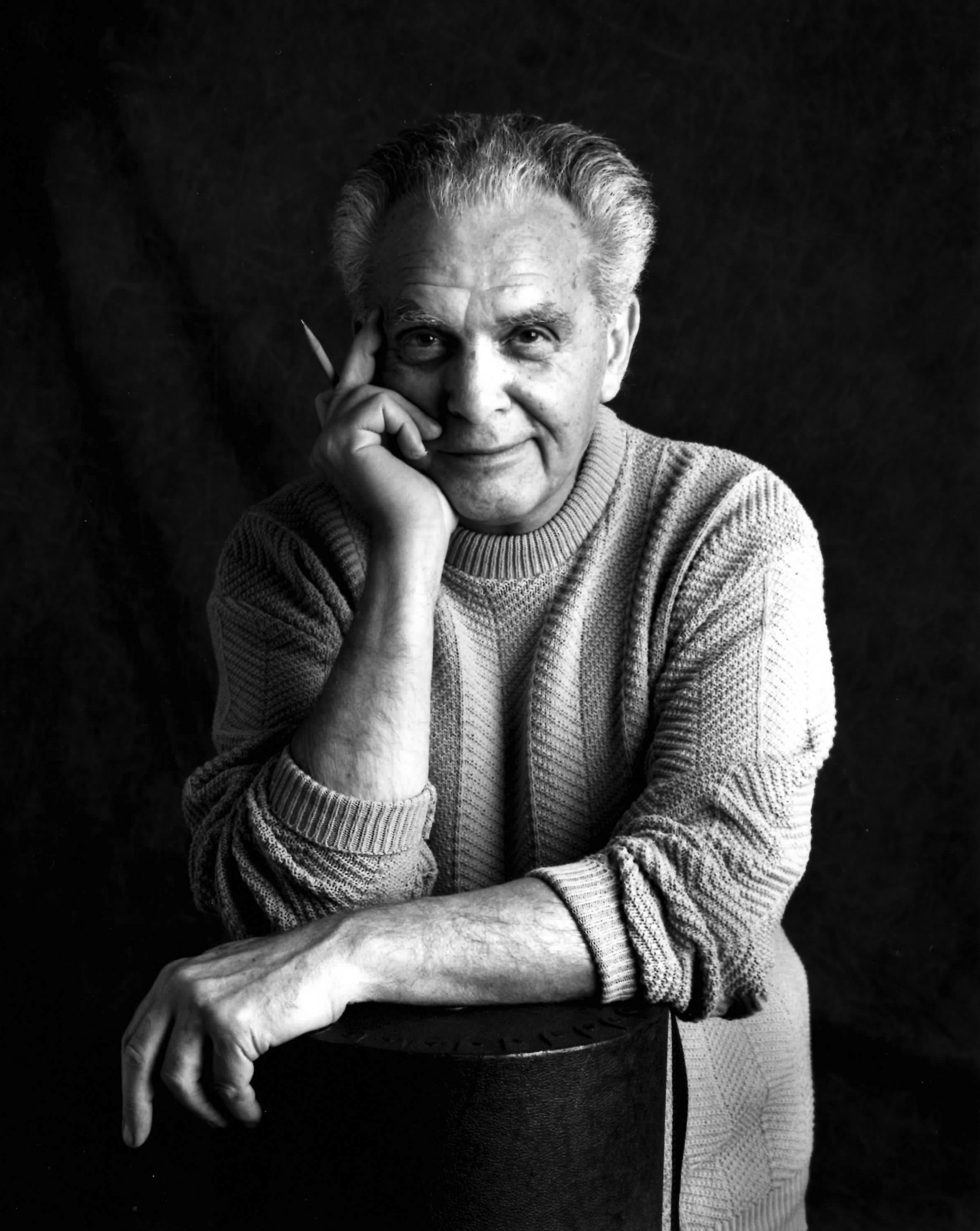
ジャック・カービー / 2月6日没

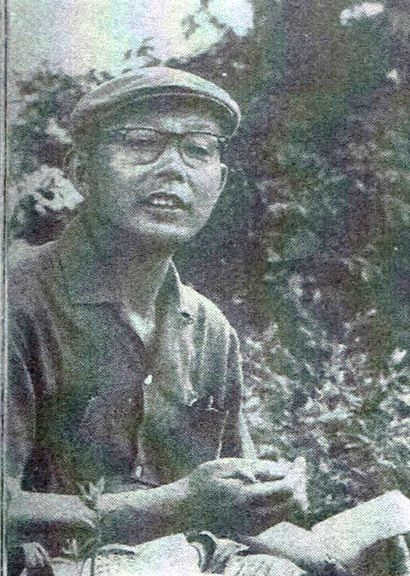
森永健次郎 / 2月11日没

- 2月1日 - オラン・ソウル、俳優（* 1909年）
- 2月1日 - 藤島桓夫、演歌歌手 (* 1927年)
- 2月6日 - ジョゼフ・コットン、俳優 (* 1905年)
- 2月6日 - ジャック・カービー、漫画家、編集者 (* 1917年)
- 2月11日 - 森永健次郎、映画監督 (* 1909年)
- 2月12日 - ドナルド・ジャッド、画家、彫刻家 (* 1928年)

## （15日 - 28日）

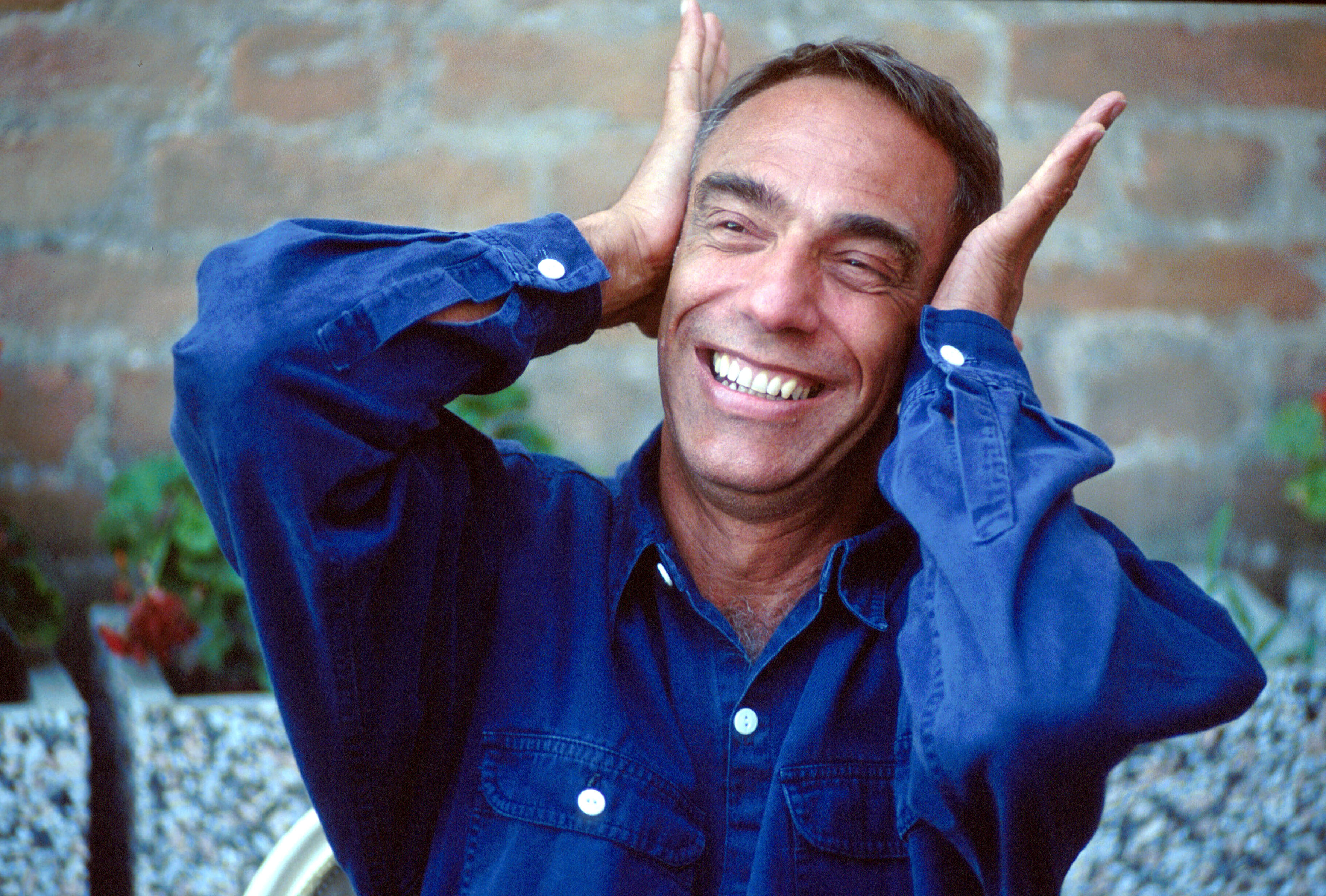
デレク・ジャーマン / 2月19日没

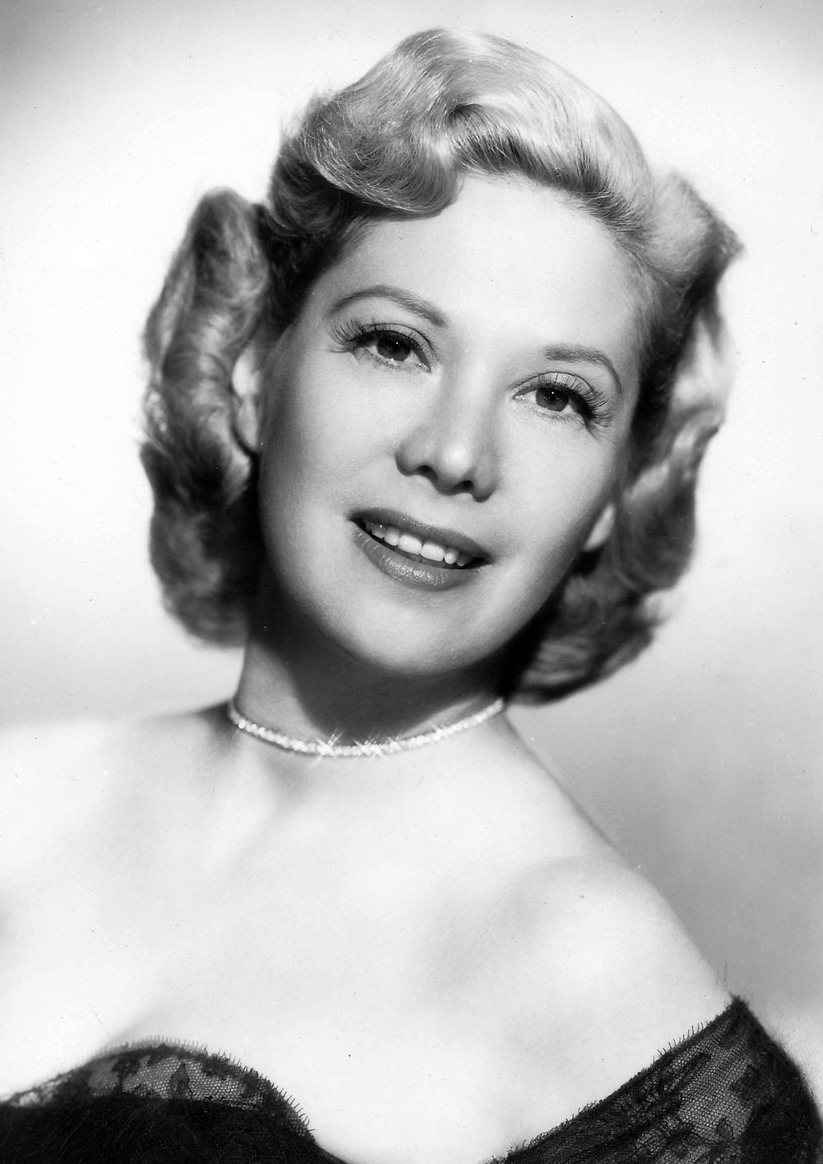
ダイナ・ショア / 2月24日没

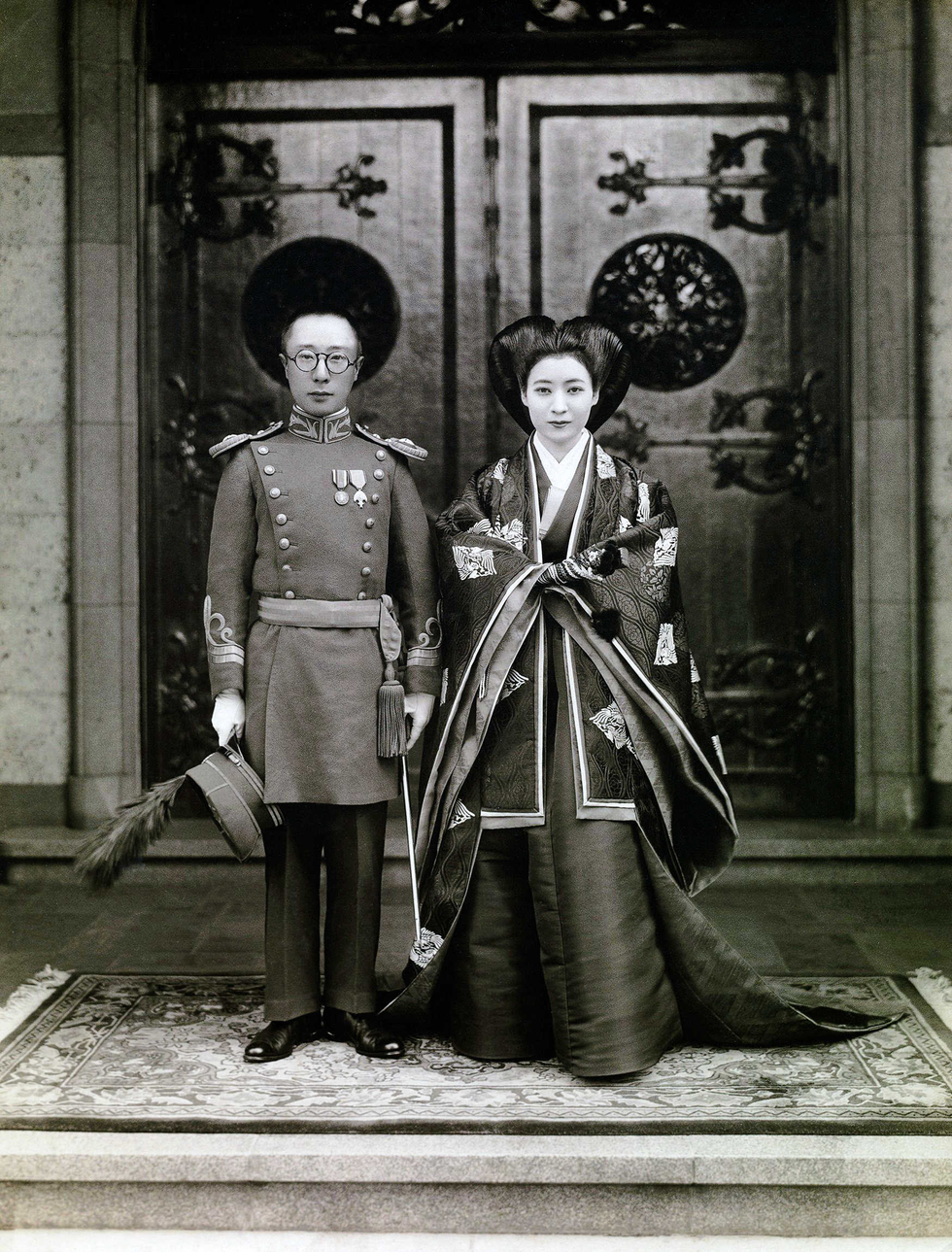
愛新覚羅溥傑（左） / 2月28日没

- 2月16日 - 近藤元次、政治家（* 1930年）
- 2月19日 - デレク・ジャーマン、映画監督 (* 1942年)
- 2月20日 - 大和田夏希、漫画家（* 1953年）
- 2月22日 - 山田恵諦、天台宗の僧侶 (* 1895年)
- 2月22日 - 麻月鞠緒、元宝塚歌劇団男役（* 1943年）
- 2月23日 - 藤田小女姫、占い師 (* 1938年)
- 2月24日 - ダイナ・ショア、歌手、女優 (* 1916年)
- 2月24日 - 稲見一良、小説家、放送作家 (* 1931年)
- 2月25日 - 北山年夫、俳優、声優 (* 1922年)
- 2月27日 - 藤原一生、児童文学作家 (* 1924年)
- 2月28日 - 愛新覚羅溥傑、清朝元皇族、書家 (* 1907年)
- 2月28日 - ジャン・ゴットマン、地理学者 (* 1915年)